# ویزیون ایر
ویزیون ایر (به انگلیسی: Vizion air) یک شرکت هواپیمایی است که در تاریخ ۱ ژانویه ۲۰۱۳ میلادی تأسیس شده است. دفتر مرکزی ویزیون ایر در آنتورپ، بلژیک واقع شده‌است.